# Billom Communauté
La communauté de communes Billom Communauté est une structure intercommunale française, située dans le département du Puy-de-Dôme en région Auvergne-Rhône-Alpes.

## Historique
Le premier projet de schéma départemental de coopération intercommunale (SDCI) du Puy-de-Dôme, dévoilé en octobre 2015, proposait la fusion des communautés de communes de Billom - Saint-Dier / Vallée du Jauron et Mur ès Allier, afin de « limiter le déséquilibre démographique avec les entités périphériques à Clermont Communauté ». Il est confirmé en mars 2016.
La fusion de ces deux communautés de communes est prononcée par l'arrêté préfectoral no 16-02514 du 10 novembre 2016. La structure intercommunale prend le nom de « Billom Communauté ».
Le 1er janvier 2019, Dallet et Mezel fusionnent pour constituer la commune nouvelle de Mur-sur-Allier.

## Territoire communautaire

### Géographie
La communauté de communes Billom Communauté est située à l'est du département du Puy-de-Dôme, « trait d'union » entre le parc naturel régional Livradois-Forez et le Grand Clermont.

### Composition
La communauté de communes est composée des 25 communes suivantes :

| Nom                     | Code Insee | Gentilé       | Superficie (km2) | Population (dernière pop. légale) | Densité (hab./km2) |
| ----------------------- | ---------- | ------------- | ---------------- | --------------------------------- | ------------------ |
| Billom (siège)          | 63040      | Billomois     | 16,96            | 4 826 (2022)                      | 285                |
| Beauregard-l'Évêque     | 63034      | Beauregardois | 12,02            | 1 584 (2022)                      | 132                |
| Bongheat                | 63044      | Bongheatois   | 11,2             | 452 (2022)                        | 40                 |
| Bouzel                  | 63049      | Bouzellois    | 4,21             | 712 (2022)                        | 169                |
| Chas                    | 63096      | Chassois      | 3,52             | 368 (2022)                        | 105                |
| Chauriat                | 63106      | Chauriatois   | 8,64             | 1 779 (2022)                      | 206                |
| Égliseneuve-près-Billom | 63146      | Égliseneuvois | 16,66            | 894 (2022)                        | 54                 |
| Espirat                 | 63154      | Piradaires    | 4,32             | 418 (2022)                        | 97                 |
| Estandeuil              | 63155      | Estandins     | 9,59             | 508 (2022)                        | 53                 |
| Fayet-le-Château        | 63157      |               | 12,54            | 381 (2022)                        | 30                 |
| Glaine-Montaigut        | 63168      | Glainois      | 12,92            | 599 (2022)                        | 46                 |
| Isserteaux              | 63177      | Issertois     | 17,66            | 422 (2022)                        | 24                 |
| Mauzun                  | 63216      | Mauzunois     | 0,99             | 132 (2022)                        | 133                |
| Montmorin               | 63239      |               | 13,65            | 730 (2022)                        | 53                 |
| Mur-sur-Allier          | 63226      |               | 15,07            | 3 102 (2022)                      | 206                |
| Neuville                | 63252      |               | 11,55            | 375 (2022)                        | 32                 |
| Pérignat-sur-Allier     | 63273      |               | 4,9              | 1 492 (2022)                      | 304                |
| Reignat                 | 63297      | Reignatois    | 4,1              | 379 (2022)                        | 92                 |
| Saint-Bonnet-lès-Allier | 63325      |               | 1,51             | 426 (2022)                        | 282                |
| Saint-Dier-d'Auvergne   | 63334      | Saint-Diérois | 20,15            | 549 (2022)                        | 27                 |
| Saint-Jean-des-Ollières | 63365      | Olliérois     | 19,56            | 437 (2022)                        | 22                 |
| Saint-Julien-de-Coppel  | 63368      | Coppellois    | 21,54            | 1 294 (2022)                      | 60                 |
| Trézioux                | 63438      | Trézioutois   | 17,44            | 502 (2022)                        | 29                 |
| Vassel                  | 63445      | Vasselois     | 2,95             | 295 (2022)                        | 100                |
| Vertaizon               | 63453      | Vertaizonnais | 12,83            | 3 442 (2022)                      | 268                |

### Démographie
| 1968   | 1975   | 1982   | 1990   | 1999   | 2010   | 2015   | 2021   |
| ------ | ------ | ------ | ------ | ------ | ------ | ------ | ------ |
| 14 897 | 15 140 | 16 463 | 17 928 | 19 585 | 24 272 | 25 524 | 25 987 |

## Administration

### Siège
La communauté de communes siège à la mairie de Billom.

### Les élus
La communauté de communes est gérée par un conseil communautaire composé de 55 membres représentant chacune des communes membres.
Leur répartition a été fixée par l'arrêté préfectoral no 19-01851 du 9 octobre 2019 :
| Nombre de délégués | Communes                                                                   |
| ------------------ | -------------------------------------------------------------------------- |
| 9                  | Billom                                                                     |
| 7                  | Mur-sur-Allier                                                             |
| 6                  | Vertaizon                                                                  |
| 3                  | Beauregard-l'Évêque, Chauriat, Pérignat-sur-Allier, Saint-Julien-de-Coppel |
| 2                  | Bouzel, Égliseneuve-près-Billom, Montmorin                                 |
| 1 (+ 1 suppléant)  | les 15 autres communes                                                     |

### Présidence
| Période      | Période                       | Identité          | Étiquette | Qualité                          |
| ------------ | ----------------------------- | ----------------- | --------- | -------------------------------- |
| janvier 2017 | En cours (au 16 juillet 2020) | Gérard Guillaume, | DVG       | Maire de Montmorin (depuis 2001) |

Le bureau communautaire est composé de treize vice-présidents :
- Gilles Voldoire (conseiller municipal de Mur-sur-Allier et maire délégué de Dallet), chargé de la communication et des relations supra-communautaires ;
- Jacques Fournier (conseiller municipal de Billom), chargé de l'habitat et du CISPD (conseil intercommunal de sécurité et de prévention de la délinquance) ;
- Nathalie Sessa (maire de Saint-Dier-d'Auvergne), chargée de la GRH et du schéma de mutualisation ;
- Jean-Christian Courchinoux (conseiller municipal de Vertaizon), chargé de l'économie ;
- Maurice Deschamps (maire de Chauriat), chargé de l'assainissement et de l'eau ;
- Nathalie Marin (conseillère municipale de Billom), chargée de l'enfance, de la petite enfance et de la jeunesse ;
- Dominique Vauris (maire de Saint-Julien-de-Coppel), chargé des finances, de la fiscalité et du budget ;
- Françoise Bernard (maire de Vassel), chargée du tourisme et du patrimoine ;
- Jean-Pierre Buche (maire de Pérignat-sur-Allier), chargé de l'urbanisme ;
- Catherine Queinnec (maire de Saint-Jean-des-Ollières), chargée de la culture ;
- Jérôme Pireyre (maire de Neuville), chargé de l'urbanisme et du plan local d'urbanisme intercommunal ;
- Daniel Salles (maire d'Égliseneuve-près-Billom), chargé de l'environnement ;
- Philippe Domas (maire de Saint-Bonnet-lès-Allier), chargé du social.

### Compétences
L'intercommunalité exerce des compétences qui lui sont déléguées par les communes membres.
À sa création, quatre compétences étaient obligatoires, cinq optionnelles et douze facultatives.
Au 1er janvier 2018, une communauté de communes doit exercer cinq compétences obligatoires. Ainsi, par l'arrêté préfectoral no 17-02543 du 20 décembre 2017 modifiant les statuts de Billom Communauté, une cinquième compétence obligatoire est ajoutée.
Compétences obligatoires
- Actions de développement économique
- Aménagement de l'espace pour la conduite d'actions d'intérêt communautaire
- Aménagement, entretien et gestion des aires d'accueil des gens du voyage
- Collecte et traitement des déchets ménagers et assimilés
- Gestion des milieux aquatiques et prévention des inondations (à partir du 1er janvier 2018[9] ; compétence facultative en 2017)

Compétences optionnelles
- Création et gestion de maisons de services au public[9]
- Protection et mise en valeur de l'environnement
- Politique du logement et du cadre de vie
- Politique de la ville[9] (compétence facultative en 2017)
- Création, aménagement et entretien de la voirie
- Construction, entretien et fonctionnement d'équipements culturels et sportifs d'intérêt communautaire et d'équipements de l'enseignement pré-élémentaire et élémentaire d'intérêt communautaire
- Action sociale d'intérêt communautaire

Compétences facultatives
- Système d'information géographique intercommunal[9]
- Actions à caractère touristique
- Assainissement (obligatoire en 2020)
- Entretien et restauration de berges de rivières
- Développement culturel et sportif
- Transports
- Éclairage public des équipements et des infrastructures communautaires[9]

### Régime fiscal et budget
La communauté de communes applique la fiscalité professionnelle unique.
Par l'arrêté préfectoral no 17-02544 du 20 décembre 2017, la communauté de communes Billom Communauté est éligible à la dotation globale de fonctionnement bonifiée à compter du 1er janvier 2018.

#### Site officiel
1. ↑  « Billom Communauté » (consulté le 24 janvier 2019).
2. ↑  « Conseil et Bureau communautaire » (consulté le 24 janvier 2019).

#### Autres sources
1. ↑  « Projet de schéma départemental de coopération intercommunale (SDCI) – Département du Puy-de-Dôme » [PDF], Préfecture du Puy-de-Dôme, octobre 2015 (consulté le 28 décembre 2016).
2. ↑  « Schéma départemental de coopération intercommunale (SDCI) – Département du Puy-de-Dôme » [PDF], Préfecture du Puy-de-Dôme, 30 mars 2016 (consulté le 28 décembre 2016).
3. 1 2 3  « Arrêté no 16-02514 du 10 novembre 2016 prononçant la fusion des communautés de communes de Mur es Allier et Billom Saint-Dier Vallée du Jauron au 1 01 2017 » [PDF], Recueil des actes administratifs no 63-2016-053, Préfecture du Puy-de-Dôme, 18 novembre 2016 (consulté le 28 décembre 2016), p. 102-110.
4. ↑  Direction des collectivités territoriales et de l'environnement, « Arrêté portant création de la commune nouvelle de Mur-sur-Allier en lieu et place des communes de Dallet et Mezel » [PDF], Recueil des actes administratifs no 63-2018-096, sur puy-de-dome.gouv.fr, Préfecture du Puy-de-Dôme, 26 octobre 2018 (consulté le 24 janvier 2019), p. 98-102.
5. ↑  « Population en historique depuis 1968 - CC Billom Communauté (200067627). », sur Insee, 27 juin 2024 (consulté le 14 juillet 2024)
6. ↑  Direction des collectivités territoriales et de l'environnement – Bureau du contrôle de légalité – Intercommunalité, « ARRETE no 19-01851 constatant le nombre total de sièges que comptera l'organe délibérant de la communauté de communes « Billom Communauté » ainsi que celui attribué à chaque commune membre, lors du prochain renouvellement général des conseils municipaux » [PDF], Recueil des actes administratifs no 63-2019-112, sur puy-de-dome.gouv.fr, Préfecture du Puy-de-Dôme, 30 octobre 2019 (consulté le 26 décembre 2019), p. 57-60.
7. ↑  « Gérard Guillaume élu président de la communauté », La Montagne,‎ 14 janvier 2017 (lire en ligne).
8. ↑  « Gérard Guillaume réélu à la tête de Billom communauté », sur La Montagne, 16 juillet 2020 (consulté le 14 janvier 2021)
9. 1 2 3 4 5 6  Direction des collectivités territoriales et de l'environnement - Bureau du contrôle de légalité - Intercommunalité, « ARRÊTÉ no 17-02543 portant modification des statuts de la communauté de communes « Billom-Communauté » » [PDF], Recueil des actes administratifs no 63-2017-124, Préfecture du Puy-de-Dôme, 27 décembre 2017 (consulté le 27 décembre 2017), p. 17-21.
10. ↑  Direction des collectivités territoriales et de l'environnement - Bureau du contrôle de légalité - Intercommunalité, « ARRÊTÉ no 17-02544 portant éligibilité de la communauté de communes "Billom-Communauté" à la dotation prévue au 4ème alinéa du II de l'article L5211-29 du code général des collectivités territoriales (DGF bonifiée) » [PDF], Recueil des actes administratifs no 63-2017-124, Préfecture du Puy-de-Dôme, 27 décembre 2017 (consulté le 27 décembre 2017), p. 14-16.